# Toronto Metros 1974
Questa pagina raccoglie i dati riguardanti i Toronto Metros nelle competizioni ufficiali della stagione 1974.

## Stagione
I Metros, sempre affidati a Artur Rodrigues, non riuscirono a superare la fase a gironi del torneo, chiudendo al secondo posto la Northern Division.

## Organigramma societario
Area direttiva
- Presidente: John Fisher
- General Manager: Jack Daley

Area tecnica
- Allenatore: Artur Rodrigues

## Rosa
| N. |                             | Ruolo | Calciatore              |
| -- | --------------------------- | ----- | ----------------------- |
| 1  | Canada (bandiera)           | P     | Dick Howard             |
| 2  | Germania (bandiera)         | D     | Helmut Schäfer          |
| 3  | Scozia (bandiera)           | D     | Brian Rowan (capitano)  |
| 4  | Scozia (bandiera)           | D     | Bob Waddell             |
| 5  | Irlanda del Nord (bandiera) | D     | Conleth Davey           |
| 5  | Portogallo (bandiera)       | C     | António Medeiros        |
| 6  | Portogallo (bandiera)       | C     | Fernando Ferreira Pinto |
| 7  | Canada (bandiera)           | C     | Gene Strenicer          |
| 8  | Scozia (bandiera)           | C     | Ian McPhee              |
| 9  | Jugoslavia (bandiera)       | A     | Vojin Lazarević         |
| 10 | Jugoslavia (bandiera)       | A     | Bruno Pilaš             |

| N. |                        | Ruolo | Calciatore     |
| -- | ---------------------- | ----- | -------------- |
| 11 | Inghilterra (bandiera) | C     | Mike Stephen   |
| 11 | Jugoslavia (bandiera)  | A     | Obrad Drobnjak |
| 12 | Canada (bandiera)      | A     | Peter Roe      |
| 14 | Canada (bandiera)      | C     | Jim Douglas    |
| 15 | Canada (bandiera)      | C     | Tim Burns      |
| 16 | Canada (bandiera)      | A     | Joe Schiraldi  |
| 16 | Brasile (bandiera)     | A     | Ademir Vieira  |
| 17 | Canada (bandiera)      | A     | Gordon Wallace |
| 18 | Polonia (bandiera)     | D     | Tadeusz Polak  |
| 19 | Guadalupa (bandiera)   | A     | Nick Courage   |
| 22 | Canada (bandiera)      | P     | Jack Brand     |